# Parafia Niepokalanego Poczęcia Najświętszej Maryi Panny w Kożuszkach
Parafia Niepokalanego Poczęcia Najświętszej Maryi Panny w Kożuszkach – parafia rzymskokatolicka w dekanacie Międzyrzecz Podlacki, diecezji siedleckiej.
Początkowo Kożuszki należały do parafii św. Mikołaja w Międzyrzecu Podlaskim. Od roku 1883 we wsi istniał kościół filialny. W 1936 roku powstał obecny murowany kościół parafialny, a w 1988 roku została erygowana parafia. Księgi metrykalne obejmują okres od 1937 roku.
Parafia obejmuje tylko Kożuszki i liczy około 300 wiernych.
Proboszczowie
1937–1942. ks. Zygmunt Syroczyński.
1942. ks. Zygmunt Wachulak.
1942–1944. ks. Stanisław Walachowski.
1944–1945. ks. Marian Stroiński.
1945–1946. ks. Alfred Dąbrowski.
1946–1947. ks. Franciszek Leśniewski.
1947–1948. ks. Bolesław Górski.
1948–1954. ks. Stanisław Idziuk.
1954–1965. ks. Wacław Jaroszewicz.
1965–1971. ks. Bolesław Grzywaczeski.
1971–1979. ks. Józef Oleszczuk.
1979–1987. ks. Henryk Żuk.
1987–1990. ks. Jan Socha.
1990–1999. ks. Józef Bielawski.
1999–2001. ks. Mirosław Pietrzak.
2001–2007. ks. Aleksander Żywczok.
2007–2011. ks. Jerzy Cąkała.
2011–2016. ks. Sławomir Matejek.
2016–2021. ks. Franciszek Klebaniuk)
2021– nadal ks. Jarosław Sawiuk)